# میشائل هلتائو
میشائل هلتائو (آلمانی: Michael Heltau؛ زادهٔ ۵ ژوئیهٔ ۱۹۳۳) بازیگر اهل آلمان است.
از فیلم‌ها یا برنامه‌های تلویزیونی که وی در آن نقش داشته‌است، می‌توان به مینو و آخرین نفر اشاره کرد.
وی بابت مشارکت‌های هنری‌اش برندهٔ نشان اتریش برای علم و هنر و نشان افتخار شایستگی جمهوری فدرال آلمان شده‌است.